# داگاشی کاشی
داگاشی کاشی (به ژاپنی: だがしかし) یک مجموعه مانگا ژاپنی که توسط کوتویاما نوشته و طراحی شده‌است. این مجموعه توسط انتشارات شوگاکوکان از ۲۵ ژوئن ۲۰۱۴ تا ۱۱ آوریل ۲۰۱۸، در مجلهٔ شونن مانگا هفته‌نامه شونن ساندی به چاپ می‌رسید و در مجموع ۱۱ جلد تانکوبون از آن منتشر شده‌است. یک سری لایت ناول ژاپنی با عنوان «Dagashi Kashi: Mō Hitotsu no Natsuyasumi» به نویسندگی و طراحی مانتا آیسورا تنها در یک جلد توسط شوگاکوکان در ۱۸ دسامبر ۲۰۱۵ منتشر شد. یک مجموعه تلویزیونی انیمه نیز به تعداد ۱۲ قسمت بر اساس نسخه مانگا توسط استودیو فیل دستمایه اقتباس قرار گرفت، که پخش آن از ۷ ژانویه ۲۰۱۶ تا ۳۱ مارس همان سال ادامه داشت. فصل دوم مجموعه انیمه نیز به کارگردانی ساتوشی کووابارا، و توسط استودیو تزوکا پروداکشنز از ژانویه تا مارس ۲۰۱۸ پخش شد.

## داستان
کوکونوتسو شیکادا شخصیت اصلی داستان آرزو دارد به یک مانگاکای برجسته تبدیل شود. اما در این بین پدر کوکونوتسو که صاحب یک شیرینی فروشی در خارج از شهر بود، قصد داشت اداره این مغازه را به پسرش واگذار کند. در یکی از روزهای تابستان، دختری جذاب اما عجیب با نام شیداره هوتارو، از یکی از شرکت‌های نامدار شیرینی، که دیوانه‌وار شیفتهٔ فروشگاه‌های کوچک شیرینی و آب‌نبات بود، به دیدار آن‌ها می‌آید. هوتارو با هدف استخدام پدر کوکونوتسو که در واقع فردی شناخته شده بود، بارها و بارها به دیدن او آمد تا متقاعدش کند. با این حال، پدر کوکونوتسو تنها با شرط اینکه او پسرش را متقاعد کند تا به عنوان سرپرست بعدی فروشگاه انتخاب شود، قبول می‌کند یکی از اعضای شرکت هوتارو شود.